# 荒川敏行
荒川敏行（日语：荒川敏行，1953年—)，畢業於中央大學文學系，其後加入日本谷倫美亞唱片公司成為製作總監。他目前是音樂製作人、編曲家和歌手。

## 創作
荒川為多個動漫創作了音樂：
- 蠟筆小新（電視動畫、劇場版）
  - 截至2015年已為23部蠟筆小新電影版作曲。
- 超級小黑咪